# Basin, Wyoming
Basin este un oraș situat în comitatul Big Horn, din statul Wyoming, SUA. Având o populație de 1.239 de locuitori, conform recensământului Census 2000 efectuat de United States Census Bureau, orașul Basin este și sediul administrativ al comitatului Big Horn.